# Benedita Freitas
Benedita Freitas (* in Bauro, Lautém, Portugiesisch-Timor; † 1987 in Mehara, Lautém, Osttimor), Kampfname Dircy Betty (Drisy Betty) war eine osttimoresische Unabhängigkeitskämpferin.
Die in Bauro geborene Freitas war im Unabhängigkeitskrieg gegen die indonesischen Invasoren politische Adjudantin der FRETILIN der Region I. 1987 geriet sie bei Mehara in einen Hinterhalt und kam ums Leben. Für ihre Verdienste wurde sie 2018 postum mit dem Collar des Ordem de Timor-Leste ausgezeichnet.
Benedita Freitas hatte zwei Brüder und drei Schwestern, von denen auch Albina und Ernesto sich im Kampf gegen die Indonesier beteiligten. Auch Ernesto kam dabei ums Leben. Albinas Ehemann Miguel Pereira starb in der „Tchaivatcha-Tragödie“ am 21. Juli 1985.